# Wikipedian in residence
Wikipedian in residence er en Wikipedia-editor, en Wikipedianer, der har en placering med en institution, typisk et kunstgalleri, bibliotek, arkiv eller museum (GLAM efter engelsk gallery, library, archive, museum), for at hjælpe med redigering af Wikipedia artikler relateret til denne institution, samt at opmuntre og hjælpe med til at frigive materiale under åbne licenser, og udvikle forholdet mellem institutionen og Wikimedia community. En Wikipedian in residence er generelt med til at koordinere Wikipedia-relaterede opsøgende arrangementer mellem GLAM og offentligheden.
Institutioner, der har været vært for en Wikipedian in residence omfatter store institutioner som British Museum og British Library og mindre steder som Derby Museum and Art Gallery og The New Art Gallery Walsall i England, Château de Versailles i Frankrig, Museu Picasso i Spanien, og i USA, Smithsonian Institution, National Archives and Records Administration, National Archives og Records Administration, Nasjonalbiblioteket, de føderale Archives of Switzerland og Nationalmuseet i Danmark.
| Wikipedia | Spire Denne artikel om Wikipedia er en spire som bør udbygges. Du er velkommen til at hjælpe Wikipedia ved at udvide den. |